# NGC 3320
NGC 3320 је спирална галаксија у сазвежђу Велики медвед која се налази на NGC листи објеката дубоког неба.
Деклинација објекта је + 47° 23' 50" а ректасцензија 10h 39m 36,5s. Привидна величина (магнитуда) објекта NGC 3320 износи 12,4 а фотографска магнитуда 13,1. Налази се на удаљености од 34,204 милиона парсека од Сунца. NGC 3320 је још познат и под ознакама UGC 5794, MCG 8-20-10, CGCG 241-5, IRAS 10366+4739, PGC 31708.